# 정철규
정철규(닉네임 : 블랑카, 1980년 7월 19일 ~ )은 대한민국의 희극 배우이다.

## 학력
- 신월중학교
- 창원중앙고등학교
- 경남대학교 전기전자학

## 출연작

### TV 방송
- 《개그콘서트》 (KBS)
- 《폭소클럽》 (KBS)
- 《TV는 사랑을 싣고》 (KBS)
- 《추억씨 만화가게 가다》 (재능TV)
- 《개그공화국》 (MBN)
- 《행복한 아침》 (채널A) 2020년 1월 10일 게스트

### 드라마
- 《도망자 플랜 B》 (KBS)

### 영화
- 《상사부일체》 (2007)

### 라디오 방송
- 《안상태, 정철규의 행복충전 2시》 (경인방송 iTVFM)